# (100382) 1995 VF13
(100382) 1995 VF13 es un asteroide perteneciente al cinturón de asteroides, descubierto el 15 de noviembre de 1995 por el equipo del Spacewatch desde el Observatorio Nacional de Kitt Peak, Arizona, Estados Unidos.

## Designación y nombre
Designado provisionalmente como 1995 VF13.

## Características orbitales
1995 VF13 está situado a una distancia media del Sol de 2,431 ua, pudiendo alejarse hasta 2,920 ua y acercarse hasta 1,942 ua. Su excentricidad es 0,201 y la inclinación orbital 2,932 grados. Emplea 1385 días en completar una órbita alrededor del Sol.

## Características físicas
La magnitud absoluta de 1995 VF13 es 16. Tiene 1,359 km de diámetro y su albedo se estima en 0,381.